# Entre-Ijuís
Entre-Ijuís is een gemeente in de Braziliaanse deelstaat Rio Grande do Sul. De gemeente telt 9.263 inwoners (schatting 2009).